# Велика награда Велике Британије 2008.
Велика награда Велике Британије 2008. године је била трка у светском шампионату Формуле 1 2008. године која се одржала на аутомобилској стази у Донингтон парку, 6. јула 2008. године.
Победник је био Луис Хамилтон, другопласирани Ник Хајдфелд, док је трку као трећепласирани завршио Рубенс Барикело.